# Contrat d'accueil et d'intégration
Pour les articles homonymes, voir CAI.
Le contrat d'accueil et d'intégration (CAI) est un contrat géré par l'Office français de l'immigration et de l'intégration (OFII) entre 2003 et 2016. Il a pour objectif de contractualiser les engagements réciproques d'un étranger nouvellement arrivé légalement en France et des autorités françaises dans un contrat individuel.
Expérimenté dans certains départements dès 2003, il est généralisé et rendu obligatoire le 1er janvier 2007 (loi du 24 juillet 2006 relative à l'immigration et à l'intégration). Le non-respect de ce contrat par l'étranger peut entraîner le non-renouvellement de sa carte de séjour (3e paragraphe de l'article L.311-9 du Code de l'entrée et du séjour des étrangers et du droit d'asile).

## Composition
Ce contrat comporte deux volets :
- un contrat type commun à tous les publics comportant les engagements réciproques :
  - respecter les lois et les valeurs de la République et de suivre la formation civique pour le nouvel arrivant ;
  - organiser l'accès aux droits individuels et à l'apprentissage de la langue pour l'État français ;
- une annexe personnalisée faisant état de l'engagement à suivre, si nécessaire, une formation linguistique et/ou une formation supplémentaire à la connaissance de la vie en France et proposant, si nécessaire, un référent social.

## Textes de référence
- Article L.311-9 du Code de l'entrée et du séjour des étrangers et du droit d'asile (Ceseda)
- Article L.117.1 du Code de l'action sociale et des familles
- Décret n° 2006-1791 du 23 décembre 2006 relatif au contrat d'accueil et d'intégration et au contrôle des connaissances en français d'un étranger souhaitant durablement s'installer en France et modifiant le code de l'entrée et du séjour des étrangers et du droit d'asile (partie réglementaire)
- Décret n° 2006-1626 du 19 décembre 2006 relatif au diplôme initial de langue française (DILF)
- Arrêté du 20 décembre 2006 fixant le contenu des épreuves conduisant à la délivrance du DILF
- Arrêté du 19 janvier 2007 relatif aux formations prescrites aux étrangers signataires du contrat d'accueil et d'intégration

## Statistiques

### Évolution des signatures de CAI

#### Période facultative
| 2003  | 2004   | 2005   | 2006   |
| ----- | ------ | ------ | ------ |
| 8 029 | 37 633 | 66 450 | 95 693 |

#### Période obligatoire
| 2007    | 2008    | 2009   | 2010    | 2011    | 2012    | 2013    | 2014    | 2015    |
| ------- | ------- | ------ | ------- | ------- | ------- | ------- | ------- | ------- |
| 101 217 | 103 952 | 97 736 | 101 353 | 102 259 | 101 413 | 109 015 | 111 097 | 110 106 |

Variation 2011 à 2015 : 7,7 %

## Transformation
Le CAI est remplacé en 2016 par le contrat d'intégration républicaine (CIR).